# Петропавловка (Барабинский район)
Петропавловка — упразднённый посёлок в Барабинском районе Новосибирской области. На момент упразднения входила в состав Новоспасского сельсовета. Исключена из учётных данных в 1968 году.

## География
Посёлок располагался между озёрами Ягодное и Строколево, в 8,5 км к юго-востоку от села Новоспасск.

## История
Посёлок Петропавловский был основан в 1896 г. В 1926 году посёлок состоял из 76 хозяйства. В административном отношении входил в состав Кожевниковского сельсовета Казанского района Барабинского округа Сибирского края.
Решением Новосибирского облисполкома от 31.12.1968 г. деревня Петропавловка исключена из учётных данных.

## Население
По переписи 1926 г. в посёлке проживало 442 человека (222 мужчины и 220 женщин), основное население — украинцы